# Type 74 (semovente)
L'obice semovente Type 74 (74式自走105mm榴弾砲, Nanayon shiki jisō 105 mm ryūdanhō) è  un mezzo cingolato entrato in servizio nella Japan Ground Self-Defense Force nel 1974. Ne furono costruiti soltanto 20 esemplari, e venne ritirato nel 1999. L'arma principale del mezzo corazzato è l'obice da 105/30 mm prodotto da Japan Steel Works. 
Il veicolo è anche noto con la denominazione in inglese Type 74 self-propelled howitzer, oppure con la sigla abbreviata 74HSP.

## Progetto e sviluppo
Il Type 74 fu sviluppato come sostituto dell'obice M101, quando ancora si riteneva che l'artiglieria di piccolo calibro, dotata di mobilità ed elevata cadenza di tiro, fosse utile per supportare le truppe in prima linea. 
I primi piani furono elaborati nel 1964, con un progetto più preciso e definito steso nel 1967. Nel 1969 la Japan Steel Works realizzò la torretta, e nel 1970 furono completati due prototipi dei veicoli che condussero i primi test nello stesso anno. Nel 1972 furono effettuate altre prove, e infine nel 1974 fu dichiarato idoneo e formalmente in servizio.

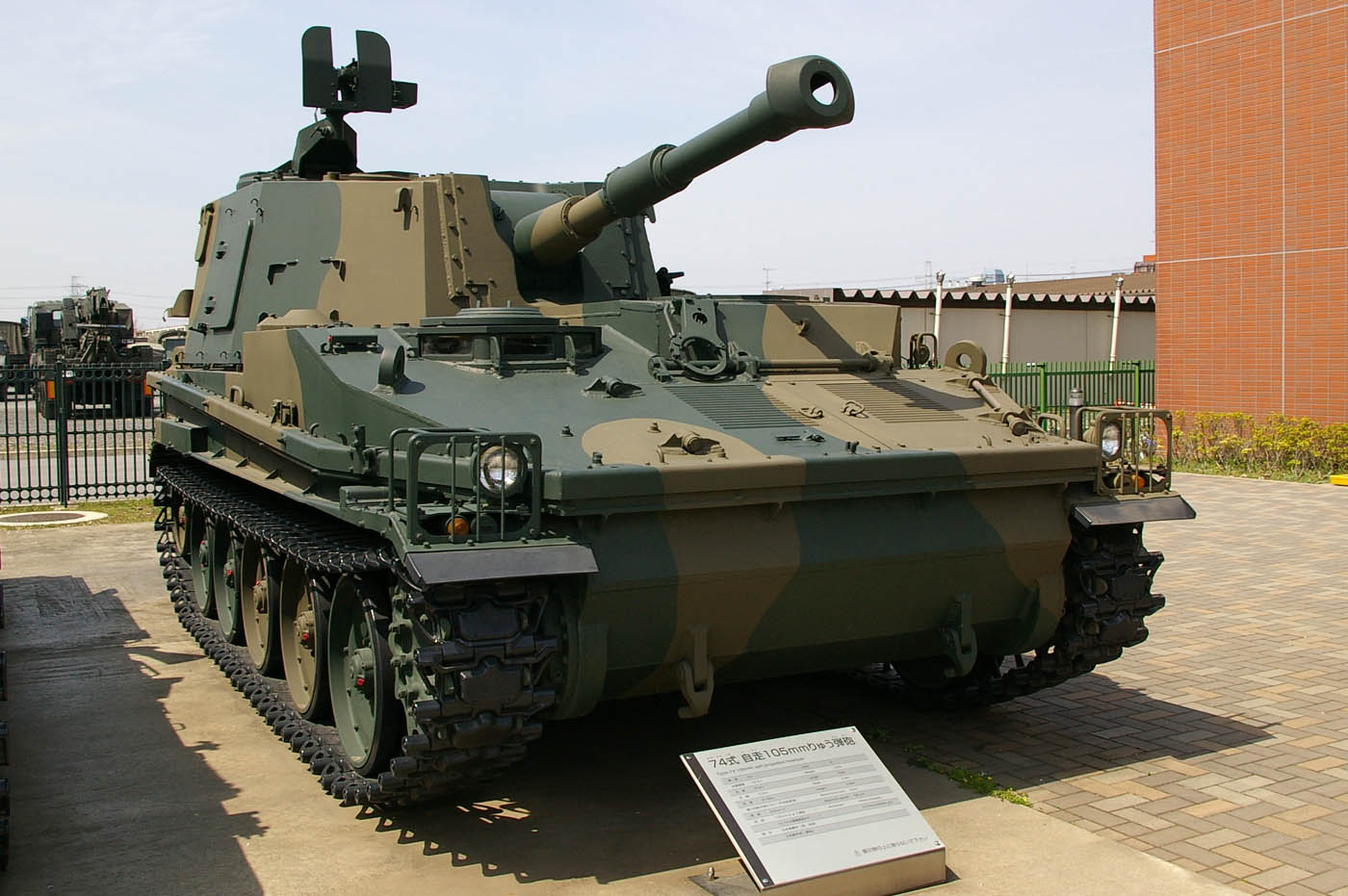
Il semovente Type 74 ha dimensioni contenute e un peso particolarmente ridotto.

Purtroppo all'epoca dell'entrata in servizio era già considerato inadeguato a causa del piccolo calibro dell'obice, e ne vennero costruiti soltanto 20 esemplari dal 1974 al 1978.

## Caratteristiche tecniche
La costruzione del semovente Type 74 fu curata da Komatsu, e il design è originale anche se alcune componenti meccaniche sono in comune con il veicolo trasporto truppe Type 73, e in particolare il motore, la trasmissione e la scatola dello sterzo. Il Type 74 assomiglia piuttosto al prototipo, chiamato SUB-II, che la Komatsu costruì per partecipare all'assegnazione del programma del veicolo trasporto truppe Type 73, senza però ottenerlo. Lo scafo e la torretta sono realizzati con piastre saldate di lega di alluminio che fornisce una struttura robusta ma leggera.

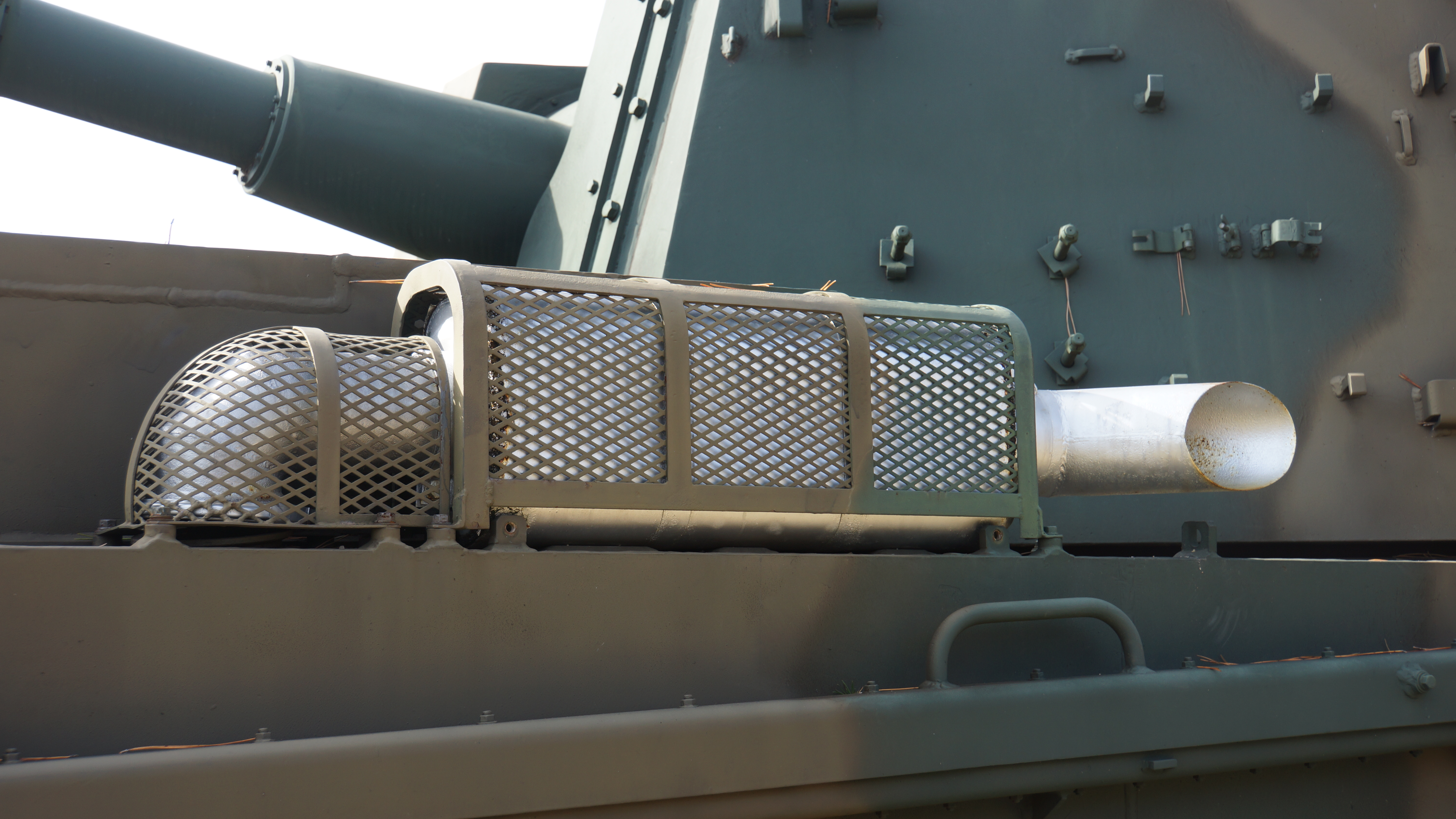
Lo scarico del motore installato anteriormente.

Nella parte anteriore sinistra del veicolo è collocato il motore Mitsubishi 4ZF, mentre a destra è alloggiato il guidatore. Nella parte posteriore del veicolo si trova un compartimento dedicato a ospitare la torretta girevole, mentre in fondo è posizionato un portello che permette l'accesso al veicolo. Altri portelli si trovano sul tetto del veicolo e sulla torretta.

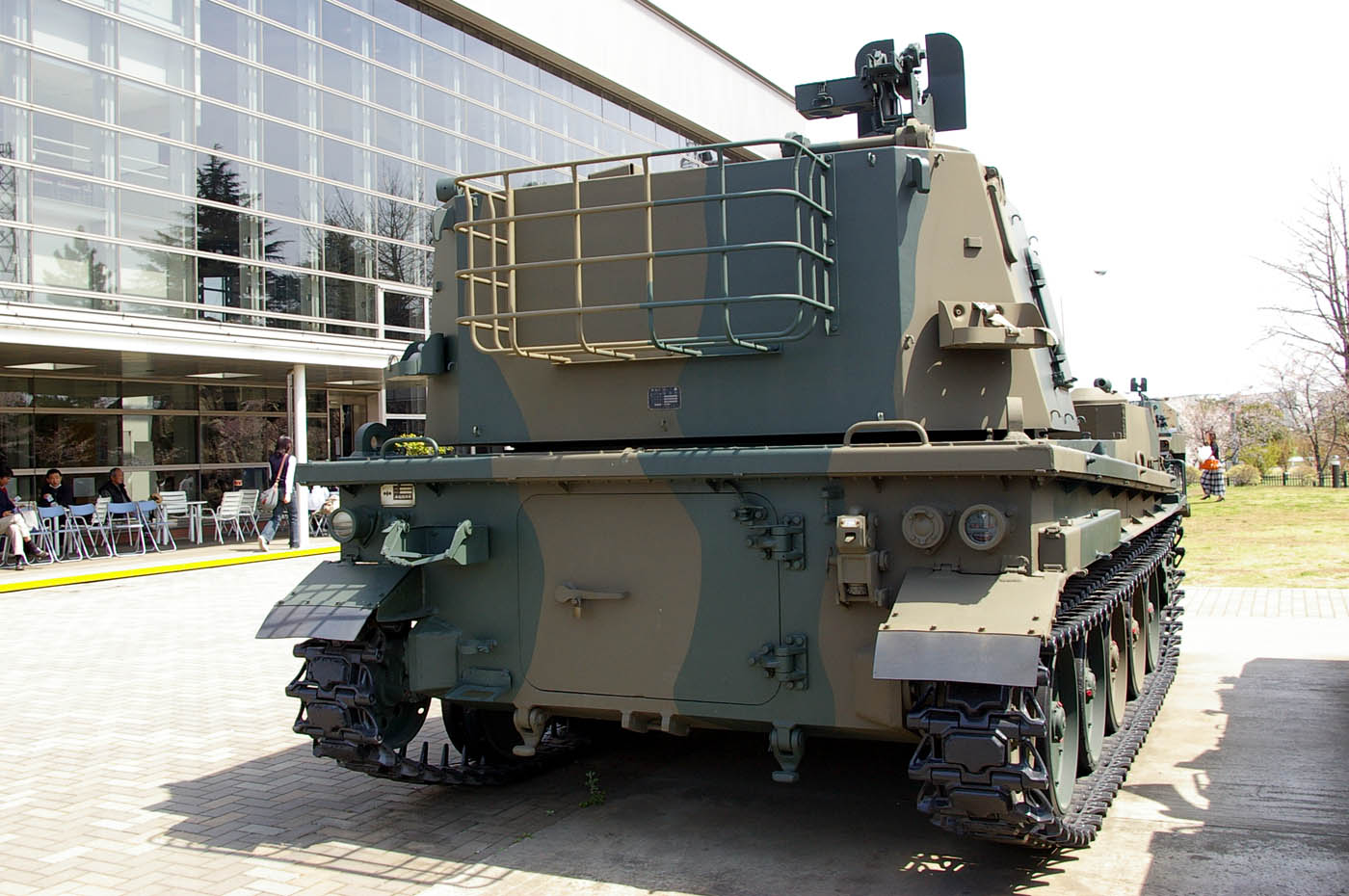
Vista posteriore del semovente Type 74.

Il peso è contenuto a soltanto 16,3 tonnellate, ma il rapporto potenza/peso che è di 18,4 CV/t, non è particolarmente alto, e la velocità è quindi bassa, intorno a 50 km/h. Tuttavia la leggerezza del veicolo consente di allestire un kit di galleggiamento che fornisce la capacità di navigare in acqua con una velocità di 6 km/h, una caratteristica davvero insolita per un obice semovente.

## Armamento
L'obice da 105/30 mm è stato progettato e prodotto da Japan Steel Works, ed è in grado di garantire una buona cadenza di tiro con 10 colpi al minuto, e una gittata massima di 14,5 km. Inoltre la varietà delle munizioni è molto ampia, e include proiettili ad alto potenziale esplosivo M1 e Type 74, granate fumogene M60 e M84, razzi illuminanti M314, e proiettili esplosivi sagomati M67.

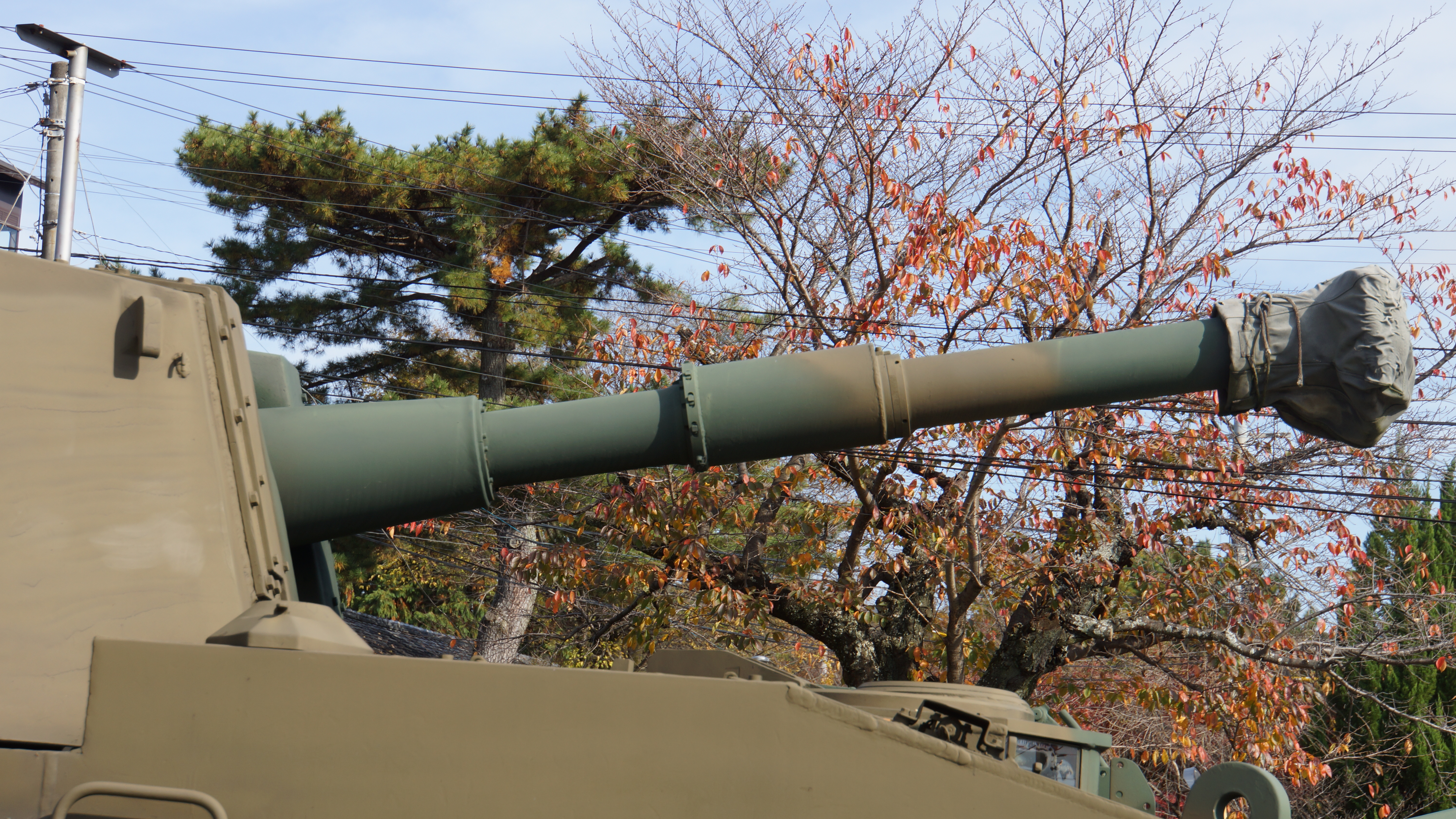
L'obice da 105 mm fabbricato da Japan Steel Works.

L'armamento secondario è rappresentato da una mitragliatrice pesante Browning M2 da 12,7 mm montata sulla torretta e protetta da uno scudo. All'interno del veicolo è presente anche una rastrelliera con un fucile Howa Type 64 da 7,62 mm come arma di riserva.